# Stazione di Gorgo al Monticano

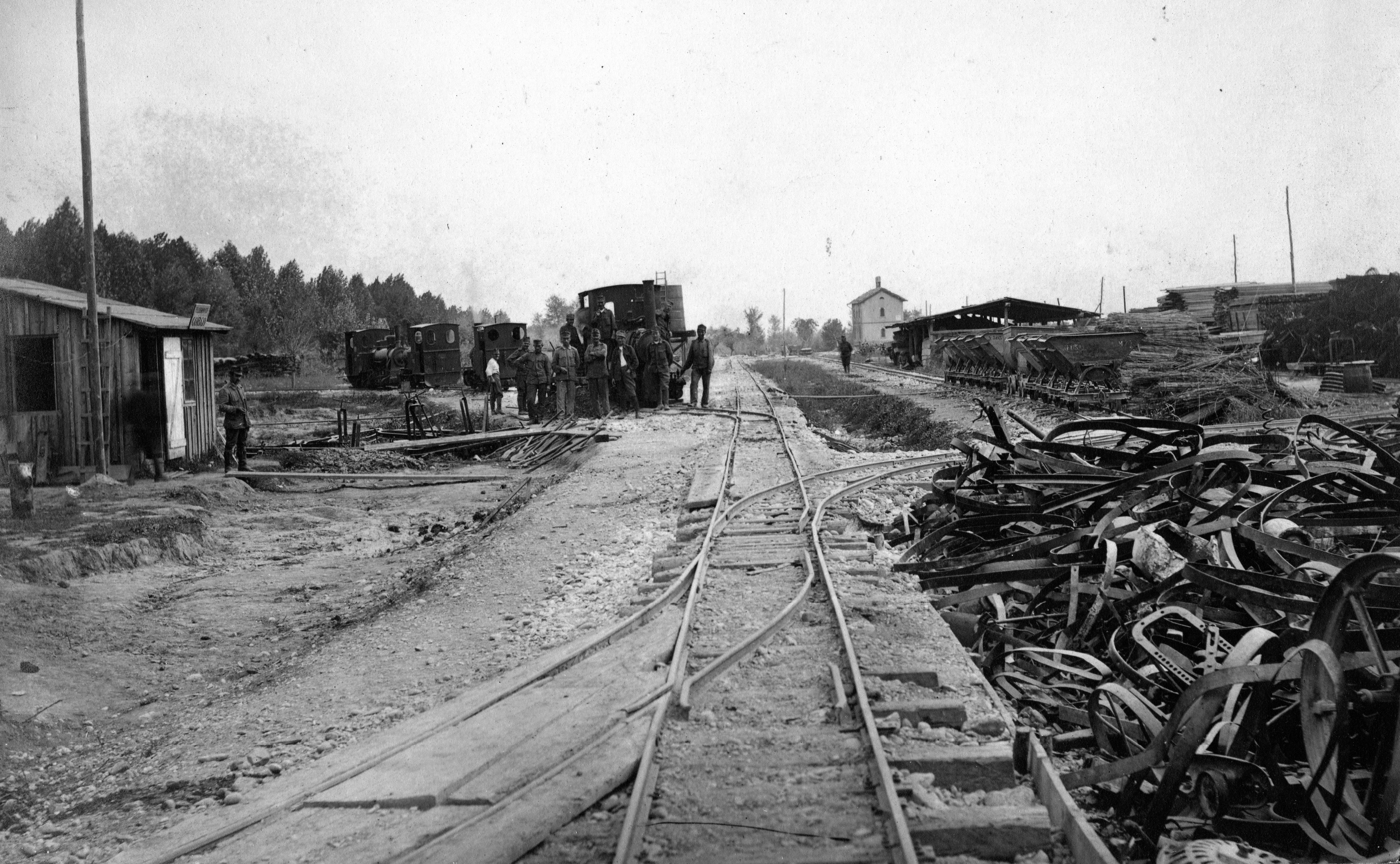
Stazione di Gorgo al Monticano nel 1918, durante l'occupazione austro-ungarica. Sui binari a scartamento ridotto, installati dagli occupanti, si notano quattro locomotive a vapore: davanti un piccolo Krauss da 20 CV, dietro un Borsig da 30 CV seguito da un O&K da 30 CV e un Jung da 40 CV

La stazione di Gorgo al Monticano è una fermata ferroviaria posta sulla linea Treviso-Portogruaro. Serve il centro abitato di Gorgo al Monticano.

## Strutture e impianti
Il binario è dotato di pensilina, mentre il fabbricato viaggiatori è totalmente murato; l'esterno dello stesso non presenta le scritte indicatrici.

## Movimento
La stazione è servita da treni regionali svolti da Trenitalia nell'ambito del contratto di servizio stipulato con le regioni interessate.

## Interscambi
Autoservizi La Marca.